# Moussa Sao
Moussa Sao (Fontenay-aux-Roses, 17 ottobre 1989) è un calciatore francese, attaccante del Six-Fours Le Brusc.

## Carriera
Ha esordito in Ligue 2 il 2 agosto 2013 disputando con il Le Havre l'incontro perso 2-0 contro l'Arles. In seguito ha giocato in questa categoria anche con le maglie di Sochaux e, per una stagione, Red Star.

## Statistiche

### Presenze e reti nei club
Statistiche aggiornate all'8 dicembre 2021.
| Stagione        | Squadra         | Campionato      | Campionato | Campionato | Coppe nazionali | Coppe nazionali | Coppe nazionali | Coppe continentali | Coppe continentali | Coppe continentali | Altre coppe | Altre coppe | Altre coppe | Totale | Totale |
| Stagione        | Squadra         | Comp            | Pres       | Reti       | Comp            | Pres            | Reti            | Comp               | Pres               | Reti               | Comp        | Pres        | Reti        | Pres   | Reti   |
| --------------- | --------------- | --------------- | ---------- | ---------- | --------------- | --------------- | --------------- | ------------------ | ------------------ | ------------------ | ----------- | ----------- | ----------- | ------ | ------ |
| 2013-2014       | Le Havre        | L2              | 18         | 1          | CF+CdL          | 0+2             | 0               |                    | -                  | -                  |             | -           | -           | 20     | 1      |
| 2014-feb. 2015  | Le Havre        | L2              | 18         | 5          | CF+CdL          | 1+1             | 0               |                    | -                  | -                  |             | -           | -           | 20     | 5      |
| Totale Le Havre | Totale Le Havre | Totale Le Havre | 36         | 6          |                 | 4               | 0               |                    | -                  | -                  |             | -           | -           | 40     | 6      |
| feb.-mag. 2015  | Sochaux         | L2              | 15         | 0          |                 | -               | -               |                    | -                  | -                  |             | -           | -           | 15     | 0      |
| 2015-2016       | Sochaux         | L2              | 28         | 4          | CF+CdL          | 3+2             | 2+1             |                    | -                  | -                  |             | -           | -           | 33     | 7      |
| 2016-2017       | Sochaux         | L2              | 25         | 5          | CF+CdL          | 0+4             | 0+1             |                    | -                  | -                  |             | -           | -           | 29     | 6      |
| 2017-2018       | Sochaux         | L2              | 17         | 0          | CF+CdL          | 1+0             | 0               |                    | -                  | -                  |             | -           | -           | 18     | 0      |
| Totale Sochaux  | Totale Sochaux  | Totale Sochaux  | 85         | 9          |                 | 10              | 4               |                    | -                  | -                  |             | -           | -           | 95     | 13     |
| 2018-2019       | Red Star        | L2              | 23         | 1          | CF+CdL          | 2+1             | 0               |                    | -                  | -                  |             | -           | -           | 26     | 1      |
| 2019-2020       | Red Star        | N               | 21         | 2          | CF+CdL          | 3+1             | 0               |                    | -                  | -                  |             | -           | -           | 25     | 2      |
| Totale Red Star | Totale Red Star | Totale Red Star | 44         | 3          |                 | 7               | 0               |                    | -                  | -                  |             | -           | -           | 51     | 3      |
| 2020-2021       | Laval           | N               | 21         | 1          | CF              | 0               | 0               |                    | -                  | -                  |             | -           | -           | 21     | 1      |
| 2021-2022       | Tolone          | N2              | 7          | 1          |                 | -               | -               |                    | -                  | -                  |             | -           | -           | 7      | 1      |
| Totale carriera | Totale carriera | Totale carriera | 193        | 20         |                 | 21              | 4               |                    | -                  | -                  |             | -           | -           | 214    | 24     |